# 沃庫爾湖
53°32′11.32″N 13°4′22.41″E / 53.5364778°N 13.0728917°E

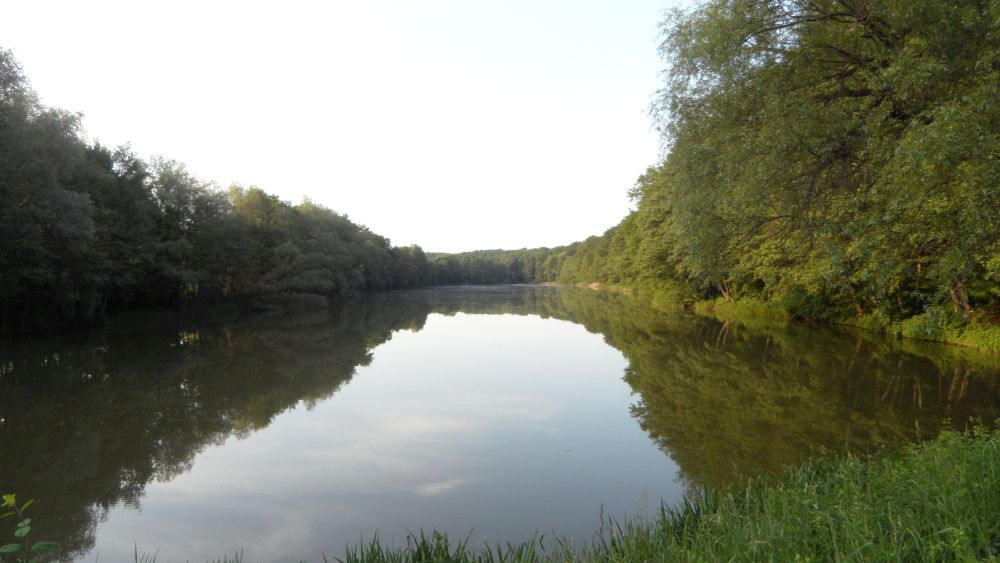

沃庫爾湖（德語：Wokuhlsee），是德國的湖泊，位於該國東北部梅克倫堡-前波美拉尼亞州，由梅克倫堡湖區郡負責管轄，長0.6公里、寬0.1公里，面積0.05平方公里，海拔高度48米，最大水深10米。